# Cité Doré
Cité Doré, také nazývaná Villa des Chiffonniers, byla skupina obytných domů ve čtvrti Gare ve 13. obvodu v Paříži.

## Poloha
Obytný komplex se nacházel ve čtyřúhelníku, který vymezovaly Place Pinel, Boulevard de la Gare (dnes Boulevard Vincent-Auriol), Rue des Deux-Moulins (dnes Rue Jenner) a pozemek patřícím k Assistance poblique na severu. Uvnitř Cité Doré bylo pět ulic (avenue de Bellevue, avenue Contant-Philippe, avenue Constance a avenue Sainte-Marie), dvě náměstí (place de la Cité a place du Rond-Point), křižovatka Dumathrat a passage Doré.
Do Cité Doré vedly tři vstupy umístěné na boulevard de la Gare, rue Jenner a na place Pinel.

## Původ jména
Cité Doré nese jméno původního majitele pozemku, na kterém bylo postaveno.

## Historie
Před rokem 1818 se lokalita známá jako Château de Bellevue nacházela mimo Paříž ve vesnici Austerlitz, která se skládala z několika kabaretů a hostinců. V roce 1818 bylo toto území u Ivry-sur-Seine připojeno k Paříži. Spekulant jménem Stuart koupil zámek a jeho park o rozloze 1200 m2 a vybudoval zde pivovar. Podnik zkracoval a zámek s areálem koupil v roce 1831 Andrew Cochrané, který nebyl úspěšnější než jeho předchůdce.
O něco později nemovitost získal v dražbě pan Doré, státní úředník na École polytechnique, který také získal velký sousedící pozemek. Celek byl poté po demolici budov, jako stáje a dílny, přeměněn na rekreační objekt o rozloze přibližně 12000 m2. Bývalý park zůstal nevyužit.
V roce 1848 bylo 1500 dělníků z národních dílen posláno na chemin de Ronde-de-la-Gare na úpravu této silnice, ale dělníci strávili den v parku pana Dorého na trávě a ve stínu stromů. Pan Doré dostal nápad rozdělit pozemek a jeho části pronajímat pařížským měšťanům, aby zde každou neděli mohli odpočívat v doprovodu své rodiny a zahradničit. Ovšem jako první zájemce se objevil hadrář, který si pronajal pozemek. aby si na něm pro sebe a svou rodinu postavil domek. Nájemní smlouva byla podepsána na deset metrů čtvereční za sazbu padesát centimů za metr ročně. Dům byl postaven z odpadového materiálu a následující rok byly všechny parcely pronajaty a park se přeměnil na velké staveniště.
V roce 1853 bylo úřady místo popsáno jako mimořádně zanedbaná stoka obývaná 400 dělníky a v roce 1859 jako dvůr zázraků, kde se tísnilo téměř 2000 osob.
Spekulant z Limousinu od pana Doré koupil veškerý prostor, který zabíraly chatrče hadrářů. Za necelé 4 roky nechal postavit chatrče s podlahou, které pronajímal za čtyřicet franků ročně.
V lednu 1882 Cité Doré představovalo 470 domácností tvořících populaci 750 obyvatel. Obydlí tvořily nuzné domy, téměř bez nábytku. Kolem 8. hodiny ráno, po zametání ulic města, přijížděli hadráři s pytli nebo vozíky naplněnými hadry, starým papírem, a začali třídit, co právě posbírali na ulici.
Cité Doré bylo postupně zbořeno po roce 1905. Na území mezi rue Jeanne-d'Arc a place Pinel vznikla rue Louis-Français.
Dne 28. října 1925 se na avenue Saint-Marie zřítil starý čtyřpatrový dům s 35 nájemníky, zahynulo 8 lidí.
Později zde vznikly byty a mateřská škola. Její rekonstrukce a přístavby s výstavbou bytových domů jsou předmětem programu definovaného v roce 2015.